# Таманду
Таманду — рід ссавців з родини Мурахоїдові (Myrmecophagidae). 
Рід містить два види. Таманду американський (T. tetradactyla) населяє Південну Америку від Венесуели та Тринідаду до північної Аргентини, південної Бразилії та Уругваю. Вид T. mexicana населяє територію від південного сходу Мексики на південь по всій Центральній Америці та в Південній Америці на захід від Анд від північної Венесуели до північної Перу.
Обидва види живуть у лісах та на луках, є напівдеревними та мають частково добрячі хвости. В основному вони харчуються мурахами і термітами, але зрідка їдять бджіл, жуків та личинок комах. Гострі пазурі та потужні передпліччя служать для руйнування термітників. Це нічні тварини. Зір не гострий, таманду першою чергою покладаються на нюх і слух. 
Таманду мають конічні голови з довгою трубчастою мордою, маленькими очима та виступаючими вухами. Язик сягає понад 40 см у довжину. Хвіст безволосий, рожевий із чорними плямами. Передні лапи мають 4 пальці з пазурами, а задні лапи мають 5 пальців. Шерсть густа, щетиниста, від жовтувато-білого до палевого кольору, часто з широкою чорною бічною смугою. T. tetradactyla світлішого забарвлення.